# Hans Clarin

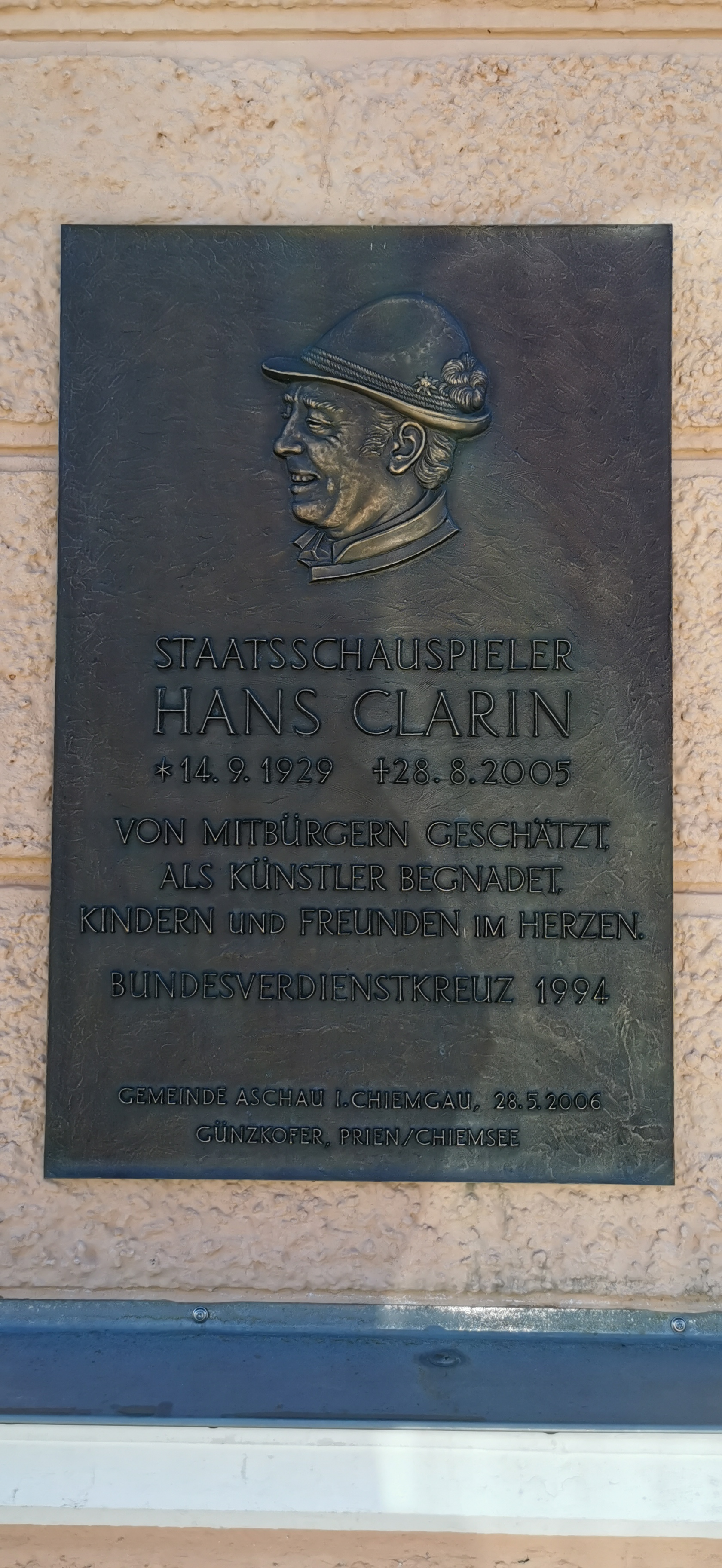
Gedenktafel in Aschau im Chiemgau

Hans Joachim Clarin [klaˈriːn] (bis 1971 bürgerlich: Hans Joachim Schmid; * 14. September 1929 in Wilhelmshaven; † 28. August 2005 in Aschau im Chiemgau) war ein deutscher Schauspieler sowie Hörspiel- und Synchronsprecher. Er ist insbesondere als Stimme des Pumuckls in Hörspielen, Fernsehserien und Kinofilmen bekannt.

## Leben

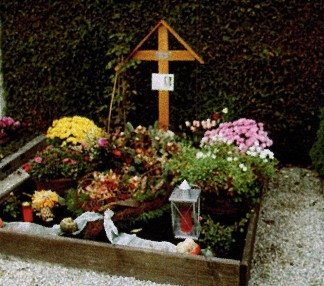
Grabstätte von Hans Clarin

Hans Clarin wurde unter dem Namen Hans Joachim Schmid als Sohn des Marineoffiziers und späteren Beamten Johannes (Johann) Schmid (1901–1976) und seiner Frau Henriette (Henny) Johanna, geb. Klöker (1907–2005), im Wilhelmshavener Stadtteil Siebethsburg geboren. Kurz nach seiner Geburt zog die Familie nach Frankfurt am Main. Dort wuchs Clarin auf und besuchte bis 1945 das Musische Gymnasium. Danach lebte er in der Nähe von Ulm. Nach dem Abitur studierte er in München Schauspiel bei Ruth von Zerboni.
Clarin war dreimal verheiratet und hatte fünf Kinder. Aus der ersten Ehe mit Irene Reiter gingen drei Töchter hervor. Die jüngste, Irene Clarin, wurde selbst als Bühnen- und TV-Schauspielerin bekannt, insbesondere durch die Hauptrolle in der TV-Serie Pfarrerin Lenau (1991). Aus der Ehe mit seiner zweiten Frau Margarethe, geb. Freiin von Cramer-Klett (* 1944), einer Tochter des Jagdschriftstellers Ludwig Benedikt von Cramer-Klett, stammen Sohn Philipp und Tochter Anna. Mit der Tochter des Rennfahrers und Automobilhändlers Günther Graf von Hardenberg, Christa-Maria Gräfin von Hardenberg (* 13. Mai 1945), deren Mutter aus dem Fürstenhaus Fürstenberg stammte, war der Schauspieler und Komödiant ab 1995 in dritter Ehe verheiratet und lebte mit ihr in dem mehr als 400 Jahre alten „Moserhof“ im oberbayerischen Aschau; das Anwesen hatte er 1974 erworben und sich damit einen Jugendtraum erfüllt; zu seinen liebsten Hobbys zählten auch seine rund 30 Tiere, die mit ihm dort lebten.
Hans Clarin starb am 28. August 2005 knapp drei Wochen vor seinem 76. Geburtstag in seiner Wahlheimat Aschau im Chiemgau an Herzversagen. Eine Woche zuvor hatte er noch für den Fernsehfilm Der Bergpfarrer – Heimweh nach Hohenau vor der Kamera gestanden. Seine letzte Rolle in einem Kinofilm war die des Kastellans in Hui Buh – Das Schlossgespenst. Sebastian Niemanns Verfilmung der Hörspielreihe kam 2006 in die Kinos. Clarins Grabstätte liegt auf dem Friedhof von Aschau im Chiemgau.

## Karriere

### Theater
Ab 1951 feierte er unter dem Künstlernamen Clarin, der 1971 als sein Familienname anerkannt wurde, große Erfolge auf der Bühne des Staatstheaters in München. Er spielte daneben in mehreren Inszenierungen an den Münchner Kammerspielen und am Residenztheater München. Gastspiele führten ihn unter anderem an die Ruhrfestspiele/Recklinghausen und das Landestheater Hannover.

### Film und Fernsehen
Hans Clarin debütierte vor der Kamera im Alter von 23 Jahren in zwei Märchenfilmen. Unter der Regie von Francesco Stefani spielte er die Titelrolle in der Wilhelm-Hauff-Verfilmung Zwerg Nase; in Walter Oehmichens Die goldene Gans übernahm er an der Seite von Klaus Havenstein die Rolle des Siebengescheit. Seither wirkte Clarin in circa 200 Kino- und Fernsehfilmen sowie in verschiedenen Fernsehserien, wie etwa in Vater Seidl und sein Sohn, Weißblaue Geschichten und Rivalen der Rennbahn. In der Filmkomödie Das Wirtshaus im Spessart (1958) nach Wilhelm Hauff war er an der Seite von Liselotte Pulver zu sehen. In Max, der Taschendieb von 1962 spielte er das schwarze Schaf der Familie von Heinz Rühmann und in dem britischen Thriller In Beirut sind die Nächte lang (Twenty-Four Hours to Kill, 1965) war er neben Lex Barker zu sehen. Zweimal wurde Clarin auch in Edgar-Wallace-Filmen eingesetzt, einmal als wahnsinniger Lord Edward Lebanon in Das indische Tuch (1963) und einmal in einer Nebenrolle in Zimmer 13 (1964). In Pepe, der Paukerschreck mit Uschi Glas und Harald Juhnke war er 1969 der Lehrer Dr. Glücklich. Wieder mit Uschi Glas und diesmal auch Peter Kraus war er 1993 in Tierärztin Christine zu sehen. Zusammen mit Dietmar Schönherr und Andreas Vitásek spielte er in den Filmen Eine fast perfekte Scheidung (1997), Ein fast perfekter Seitensprung (1996) und Eine fast perfekte Hochzeit (1999). In Hochwürden wird Papa (2002) sah man ihn an der Seite von Otto Schenk und Fritz Wepper. Im Jahre 2003 schließlich wurde er in dem Kinofilm Pumuckl und sein Zirkusabenteuer der Nachfolger von Meister Eder als dessen Cousin Ferdinand Eder.
Clarin spielte in zahlreichen Kinder- und Jugendproduktionen mit. Neben seiner Mitwirkung in den beiden Märchenfilmen Zwerg Nase und Die goldene Gans im Jahre 1953 spielte er 1969 z. B. auch bei Pippi Langstrumpf an der Seite von Inger Nilsson die Rolle des „Donner-Karlsson“. Clarin las in den 1970ern auch live vor kindlichem Publikum. In den Jahren 1995 bis 1999 spielte Clarin den Silvio Kirsch in der Fernsehserie Pumuckl TV.

### Arbeiten als Synchron- und Hörspielsprecher
Einem breiten Publikum wurde Clarin in den 1960er-Jahren als deutscher Synchronsprecher des Kookie (Edward Byrnes) in der erfolgreichen amerikanischen Fernsehserie 77 Sunset Strip bekannt. Mindestens ebenso bekannt ist er als Stimme von Pumuckl, dem er im Hörfunk, im Fernsehen und auch in Hörspielen fast 40 Jahre lang seine Stimme lieh.
Im Jahr 1969 sprach er in dem Hörspiel Raumschiff UX3 antwortet nicht den Erzähler und den Commander Tex Terry. Zudem sprach er 1980 als Erzähler in der polnisch-österreichischen Puppenanimationsserie Die Mumins sämtliche Dialoge. Auch die Titelrolle für die Hörspielschallplatten und -kassetten Hui-Buh – Das Schlossgespenst sowie die Figur Asterix in der Asterix-Reihe wurde von ihm gesprochen (von 1986 bis 1992 erschienen die ersten 29 Comicbände als Hörspiel). Ebenso wirkte Hans Clarin in der Folge Gekaufte Spieler (55) der Hörspielreihe Die drei Fragezeichen mit. In den Hörspielserien TKKG wirkte er in den Folgen 62 und 81 mit sowie in der Serie Larry Brent in Folge 15, Dämonenbrut. In der Serie Neue Geschichten vom Pumuckl taucht Clarins Stimme wiederum beim Pumuckl auf, diesmal jedoch per KI-Sprachsynthese.

### Sonstiges
Bereits in den 1960er-Jahren trat er in musikalischen Komödien und Operetten wie Madame Pompadour, hier als Joseph an der Seite Ingeborg Hallsteins, als Sänger auf. 1994 versuchte er sich erneut in diesem Bereich. Zusammen mit Maxie Renner, Tochter der Sängerin und Moderatorin Dagmar Frederic, erreichte er beim Grand Prix der Volksmusik 1994 mit dem Lied Das Mädchen und der Clown den achten Platz.
1968 erschien das von ihm verfasste Jugendbuch Paquito oder die Welt von unten. Es wurde verfilmt und im Fernsehen ausgestrahlt.
Das Sprechen der „krächzenden, quiekigen“ Stimme des Kobolds Pumuckl war für Clarin nach eigener Aussage sehr anstrengend. Seit 2001 litt Clarin deswegen an chronischer Heiserkeit durch Bläschen an den Stimmbändern, die durch die Synchronarbeit sehr angegriffen wurden. Eine daraus resultierende Entzündung löste schließlich eine Blutvergiftung aus, die zu einem längeren Krankenhausaufenthalt mit mehrwöchigem künstlichen Koma führte. Nach der Genesung klang Clarins Stimme zwar wieder wie zuvor, längere Passagen mit der verstellten Stimme zu sprechen, traute er sich aber nicht mehr zu. Deshalb sprach in dem 2003 erschienenen Film Pumuckl und sein Zirkusabenteuer nicht Clarin, sondern Kai Taschner die Stimme des Kobolds. Clarin, der 40 Jahre lang den Pumuckl gesprochen hatte, spielt in dem Streifen einen Verwandten von Meister Eder, zu dem Pumuckl nach Eders Tod kommt.

## Filmografie (Auswahl)

### Kino
- 1949: Der Ruf
- 1953: Zwerg Nase
- 1953: Die goldene Gans
- 1953: Musik bei Nacht
- 1954: Geliebtes Fräulein Doktor
- 1954: Feuerwerk
- 1954: Karius und Baktus (Stimme)
- 1955: Oberarzt Dr. Solm
- 1958: Das Wirtshaus im Spessart
- 1958: Helden
- 1958: Das Mädchen mit den Katzenaugen
- 1959: Kasimir und Karoline
- 1959: Das schöne Abenteuer
- 1960: Das Spukschloß im Spessart
- 1960: Der Gauner und der liebe Gott
- 1960: Lampenfieber
- 1960: Fährten
- 1962: Max, der Taschendieb
- 1963: Magnet Großstadt (Sprecher)
- 1963: Das indische Tuch
- 1964: Zimmer 13
- 1964: Wartezimmer zum Jenseits
- 1964: Die hundert Ritter (Los cien caballeros)
- 1964: Die Verbrecher
- 1965: Ein Ferienbett mit 100 PS
- 1965: In Beirut sind die Nächte lang
- 1966: Italienische Nacht
- 1968: Engelchen oder Die Jungfrau von Bamberg
- 1969: Christoph Kolumbus oder Die Entdeckung Amerikas
- 1969: Eine Frau sucht Liebe
- 1969: Pepe, der Paukerschreck
- 1969: Pippi Langstrumpf
- 1976: Rosemaries Tochter
- 1977: Die Jugendstreiche des Knaben Karl
- 1981: Meister Eder und sein Pumuckl
- 1983: Der Weg ins Freie
- 1985: Marie Ward – Zwischen Galgen und Glorie
- 1986: Walhalla (Synchronstimme)
- 1986: Geld oder Leber!
- 1988: Tagebuch für einen Mörder
- 1991: Lippels Traum
- 1991: Der Unschuldsengel
- 1994: Pumuckl und der blaue Klabauter
- 1996: Ein fast perfekter Seitensprung
- 1999: Eine fast perfekte Hochzeit
- 2000: Pinky und der Millionenmops
- 2003: Pumuckl und sein Zirkusabenteuer
- 2006: Hui Buh – Das Schlossgespenst

### Fernsehfilme
- 1966: Portrait eines Helden
- 1971: Narrenspiegel (2 Teile)
- 1972: Unter anderem Ehebruch
- 1979: Das verräterische Herz
- 1982: Das Traumschiff – Cayman Islands
- 1985: Der kleine Riese
- 1986: Das Geheimnis von Lismore Castle
- 1987: Hexenschuss
- 1988: Trouble im Penthouse
- 1989: Der Bettler vom Kurfürstendamm
- 1989: Drunter und drüber
- 1990: Kartoffeln mit Stippe
- 1993: Immer Ärger mit Nicole
- 1993: Hochwürden erbt das Paradies
- 1996: Hochwürdens Ärger mit dem Paradies
- 1999: Der Komödienstadel: Der Zigeunersimmerl
- 2000: Der Bestseller
- 2000: Polt muss weinen
- 2000: Weißblaue Geschichten
- 2002: Hochwürden wird Papa
- 2003: Zwei am großen See
- 2004: Der Bergpfarrer
- 2004: Rosamunde Pilcher: Solange es dich gibt
- 2005: Zwei am großen See – Die Eröffnung
- 2005: Zwei am großen See – Angriff aufs Paradies
- 2005: Der Bergpfarrer – Heimweh nach Hohenau

### Fernsehserien
- 1967: Die Firma Hesselbach (Folge 3x07)
- 1968: Pippi Langstrumpf (9 Folgen)
- 1970: Mensch bleiben, sagt Tegtmeier (4 Folgen)
- 1972: Graf Luckner (Folge 1x06)
- 1976–1980: Vater Seidl und sein Sohn (6 Folgen)
- 1977–1982: Die Mumins (78 Folgen) … als Narrator
- 1978: Vorsicht, frisch gewachst! (13 Folgen)
- 1979: Unterwegs mit Odysseus (Sprecher)
- 1979: Ein Mann für alle Fälle (Fernsehserie)
- 1982–1989: Meister Eder und sein Pumuckl (52 Folgen) … als Pumuckl
- 1983: Der Paragraphenwirt (13 Folgen)
- 1983: Mandara (5 Folgen)
- 1984: Ein Fall für zwei (Folge 4x04: Chemie eines Mordes)
- 1984: Die Krimistunde (Fernsehserie, Folge 10, Episode: „Die unbenannte Krankheit“)
- 1984–1998: Weißblaue Geschichten (9 Folgen)
- 1985: Oliver Maass
- 1985: Polizeiinspektion 1 (Folge 8x03)
- 1987: Tatort – Die Macht des Schicksals
- 1987–1988: Fest im Sattel
- 1988: Der Alte (Folge 12x09)
- 1988: Der Millionenbauer (Folge 2x03)
- 1988: Tatort – Die Brüder
- 1989: Der Landarzt (Folge 2x13)
- 1989: Heidi und Erni (Folge 1x12)
- 1989: Die schnelle Gerdi (Folge 1x03)
- 1989: Zwei Münchner in Hamburg (Folge 1x11)
- 1989: Rivalen der Rennbahn (Folgen 1x02–1x11)
- 1990: Ein Heim für Tiere (Folge 6x10)
- 1990: Ein Schloß am Wörthersee (Folge 1x03)
- 1991: Insel der Träume (Folge 1x05)
- 1992: Lilli Lottofee
- 1992: Glückliche Reise – Philippinen
- 1992–1995: Chiemgauer Volkstheater (4 Folgen)
  - 1995: Die drei Eisbären
- 1992: Diese Drombuschs (5 Folgen)
- 1994–1998: Peter und Paul (14 Folgen)
- 1998: Unser Charly (Folge 3x10)
- 1999: Pumuckls Abenteuer (13 Folgen) … als Pumuckl
- 2000: Chiemgauer Volkstheater – Glück auf der Alm
- 2004–2005: Zwei am großen See (3 Folgen)
- 2005: In aller Freundschaft (Folge 8x05)

## Theaterlaufbahn (Auswahl)
- 1949: Zum goldenen Anker, Münchner Kammerspiele
- 1949: Endstation Sehnsucht, Münchner Kammerspiele
- 1950: Weh dem, der lügt!, Residenztheater München
- 1952: Polizeirevier 21, Münchner Kammerspiele
- 1952: Peter Pan, Residenztheater München
- 1952: Die Schneekönigin, Residenztheater München
- 1953: Scherz, Satire, Ironie und tiefere Bedeutung, Residenztheater München
- 1953: Juno und der Pfau, Residenztheater München
- 1953: Der Geizige, Residenztheater München
- 1953: Die Soldaten, Residenztheater München
- 1953: Fuhrmann Henschel, Residenztheater München
- 1953: Die Räuber, Residenztheater München
- 1954: Süden, Residenztheater München
- 1954: Ein Sommernachtstraum, Residenztheater München
- 1954: Götz von Berlichingen, Residenztheater München
- 1954: Julius Cäsar, Residenztheater München
- 1955: Die Heiratskomödie, Residenztheater München
- 1955: Tartuffe, Residenztheater München
- 1956: Heinrich IV., Residenztheater München
- 1956: Ball der Diebe, Residenztheater München
- 1956: Faust I, Residenztheater München
- 1956: Das Cafehaus, Residenztheater München
- 1957: Diener zweier Herren, Residenztheater München
- 1957: Ostern, Residenztheater München
- 1957: Die Geschichte von Vasco, Residenztheater München
- 1958: Androklus und der Löwe, Residenztheater München
- 1959: Dame Kobold, Cuvilliestheater München
- 1959: George Dandin, Residenztheater München
- 1959: Die portugalesisache Schlacht, Residenztheater München
- 1960: Die kluge Närrin, Residenztheater München
- 1960: Die Nashörner, Residenztheater München
- 1960: Volpone, Cuvilliestheater München
- 1960: Man kann nie wissen, Residenztheater München
- 1961: Michael Kramer, Residenztheater München
- 1961: Das Ei, Kleine Freiheit München
- 1964: Das Spiel von Liebe und Zufall, Münchner Kammerspiele/Tournee
- 1965: Ein Eremit wird entdeckt, Berlin
- 1965: Der Florentinerhut, Münchner Kammerspiele
- 1966: Die Messerköpfe, Theater an der Leopoldstraße München
- 1967: Charley’s Tante, Deutsches Theater München
- 1967: Reise um die Erde in 80 Tagen, Residenztheater München
- 1968: Was macht die Welt, Monsieur? Sie dreht sich, Monsieur, Tournee
- 1968: Oberon, Bayerische Staatsoper
- 1968: Die schwarze Komödie, Münchner Kammerspiele
- 1968: Ein seltsames Paar, Kleine Komödie München
- 1969: Woyzeck/Leonce und Lena, Ruhrfestspiele/Recklinghausen
- 1969: Die Geschichte vom Soldaten, Brunnenhof München
- 1970: August, August, August, Landestheater Hannover, Tournee
- 1972: Dame Kobold, Landestheater Hannover, Tournee
- 1972: Macbeth, Tournee
- 1983: Jedermann, Salzburger Festspiele
- 1988: Der Damenkrieg, Komödie im Bayerischen Hof München
- 1988: Chicago, Deutsches Theater München / Berlin
- 1993: Heute weder Hamlet, Komödie im Bayerischen Hof München

## Hörbücher und Hörspiele (Auswahl)
- 1954: Leonhard Frank: Die Ursache (Robuster Schüler) – Regie: Walter Ohm (Hörspiel – BR)
- 1961: Georges Simenon: Maigret und die Bohnenstange. Bearbeitung: Gert Westphal; Regie: Heinz-Günter Stamm. BR. Der Audio Verlag 2005.
- 1963 Simplicius Simplicissimus Teutsch, WDR 1963, 427 Min.; Regie: Ludwig Cremer, Bearbeiter: Bastian Müller (Schriftsteller); mit Hans Clarin als Simplicius.
- 1969: Dylan Thomas: Unter dem Milchwald (Mr. Willy-Milly) – Regie: Raoul Wolfgang Schnell (BR/WDR)
- 1983: Fritz Hochwälder: Die Prinzessin von Chimay (Georges von Maergesse) – Regie: Ferry Bauer (Hörspiel – ORF Oberösterreich)
- 1984: Konrad Halver: Hans im Glück als Sprecher Hans, Krone Hörspiele, zusammen mit dem Märchen Dornröschen auf der MC
- 1985: Larry Brent: Dämonenbrut (Folge 15)
- 1989: TKKG: Terror aus dem Pulverfass (Folge 62) als Direktor Dr. Olaf Freund
- 1992: TKKG: Horror Trip im Luxusauto (Folge 81) als Max Wertheym
- 1992: Die drei ???: Gekaufte Spieler (Folge 55) als John Hemingway Powers

## Auszeichnungen
- 1961: Bayerischer Staatsschauspieler
- 1988: Pfeifenraucher des Jahres
- 1994: Bundesverdienstkreuz erster Klasse
- 1994: Verdienstmedaille PRO MERITIS des Bayerischen Kultusministers
- 1996: Oberbayerischer Kulturpreis des Bezirks Oberbayern
- 1997: Bayerischer Verdienstorden
- 2017, Juni: Benennung des Hans-Clarin-Wegs im Münchener Neubaugebiet Freiham.[12]

## Autobiographie
- zusammen mit Manfred Glück: Durchgeblättert. Autobiographie. Knaus, Berlin 1995, ISBN 3-8135-4005-7